# Hubert von Gumppenberg
Hubert Freiherr von Gumppenberg-Peuerbach (* 26. Oktober 1855 in München; † 23. Mai 1938 in Bayerbach bei Ergoldsbach) war ein deutscher Verwaltungsjurist.

## Leben
Hubert entstammte dem Adelsgeschlecht von Gumppenberg. Er war ein Sohn des bayerischen Generalleutnants Maximilian von Gumppenberg (1825–1916) und dessen Ehefrau Theresia, geborene Freiin von Brandt (1831–1914)

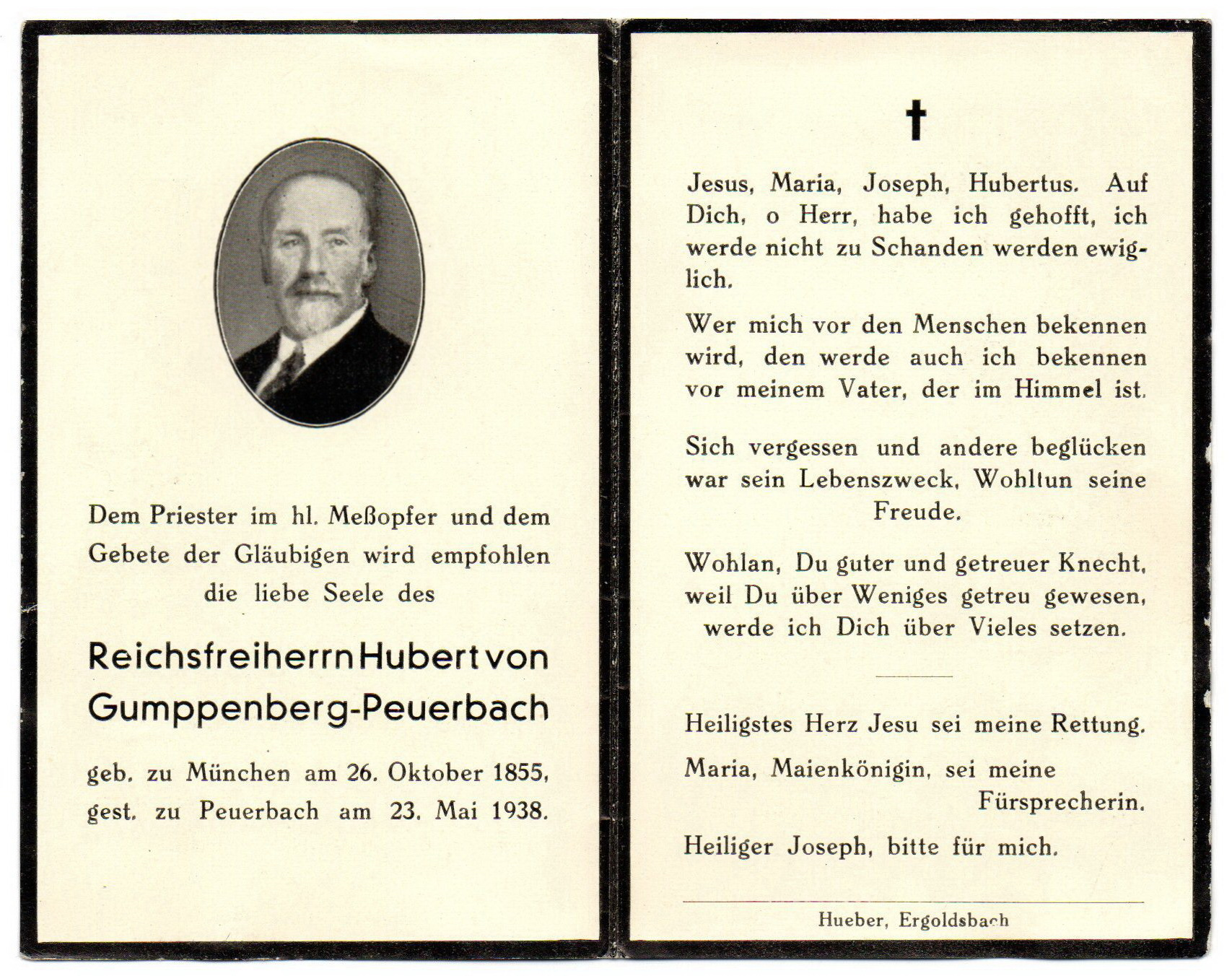
Hubert von Gumppenberg-Peuerbach – Sterbebild

Gumppenberg absolvierte ab 1869 die Pagerie und legte 1875 sein Abitur ab. Anschließend studierte er Rechtswissenschaft an der Ludwig-Maximilians-Universität. Er trat nach dem Staatskonkurs in den bayerischen Gerichts- und Verwaltungsdienst ein. 1883 war er Bezirksamtsassessor in Bergzabern, 1891 Regierungsassessor bei der Regierung von Schwaben, 1894 Bezirksamtmann in Wasserburg am Inn und 1897 Regierungsrat bei der Regierung von Unterfranken (Kammer des Innern). Ab 1911 übernahm er das Schloss Peuerbach in Bayerbach bei Ergoldsbach. 1912 wurde er Regierungsdirektor bei der Regierung von Niederbayern (Kammer des Innern) und Stellvertreter des Regierungspräsidenten. 1918 war er Regierungspräsident der Oberpfalz und ging 1921 auf eigenes Ersuchen in den Ruhestand.
Er war Kämmerer, Herr auf Peuerbach und hatte für sein Wirken das Ehrenkreuz des Verdienstordens vom Heiligen Michael sowie das Kommandeurkreuz II. Klasse des Ordens Heinrichs des Löwen erhalten.
Gumppenberg hatte sich am 5. November 1898 in Münster mit Elisabeth Freiin von Loë (1872–1949) verheiratet. Aus der Ehe gingen die drei Töchter Theresia (* 1899), Eugenie (* 1901) und Elisabeth (* 1902) hervor.